# Gostyń (ville)
Pour les articles homonymes, voir Gostyń.
Gostyń (prononciation : [ˈɡɔstɨɲ], en allemand : Gostingen) est une ville de la voïvodie de Grande-Pologne et du powiat de Gostyń.
Elle est située à environ 59 km au sud de Poznań, capitale de la voïvodie de Grande-Pologne.
Elle est le siège administratif de la gmina de Gostyń et du powiat de Gostyń.
Elle s'étend sur 10,71 km2.

## Géographie

Plan de la ville.

La ville de Gostyń est située au sud de la voïvodie de Grande-Pologne, à proximité de celle de Basse-Silésie. Gostyń est située dans un paysage à la limite entre les plaines de la Grande-Pologne et les moyennes collines de la Silésie.

La ville possède une superficie de 10,71 km2, et est située à une altitude de 90 mètres.
La ville est localisée à environ 59 km au sud de Poznań, la capitale régionale.

### Structure du terrain
D'après les données du 31 décembre 2003, la superficie de la ville de Gostyń est de 10,79 km2, répartis comme tel :
- terres agricoles : 52 %
- forêts : 1 %

La commune représente 1 % de la superficie du powiat et 8 % de la superficie de la gmina.

## Histoire
Gostyń a reçu ses droits de ville en 1278. Gostyn fait partie de 1815 à 1887 de l'arrondissement de Kröben puis jusqu'en 1920, de l'arrondissement de Gostyn, dans le district de Posen de la province de Posnanie. De 1975 à 1998, la ville faisait partie du territoire de la voïvodie de Leszno. Depuis 1999, la ville fait partie du territoire de la voïvodie de Grande-Pologne.

## Monuments
- la basilique et le monastère de la Montagne Sacrée (Święta Góra), un important sanctuaire marial de la Grande-Pologne, se situe à quelques kilomètres à l'est de la ville, dans la localité de Głogówko. L'église, de style baroque, a été construite entre 1675 et 1698. La congrégation de l'Oratoire de Saint Philippe Néri réside actuellement dans ce sanctuaire.

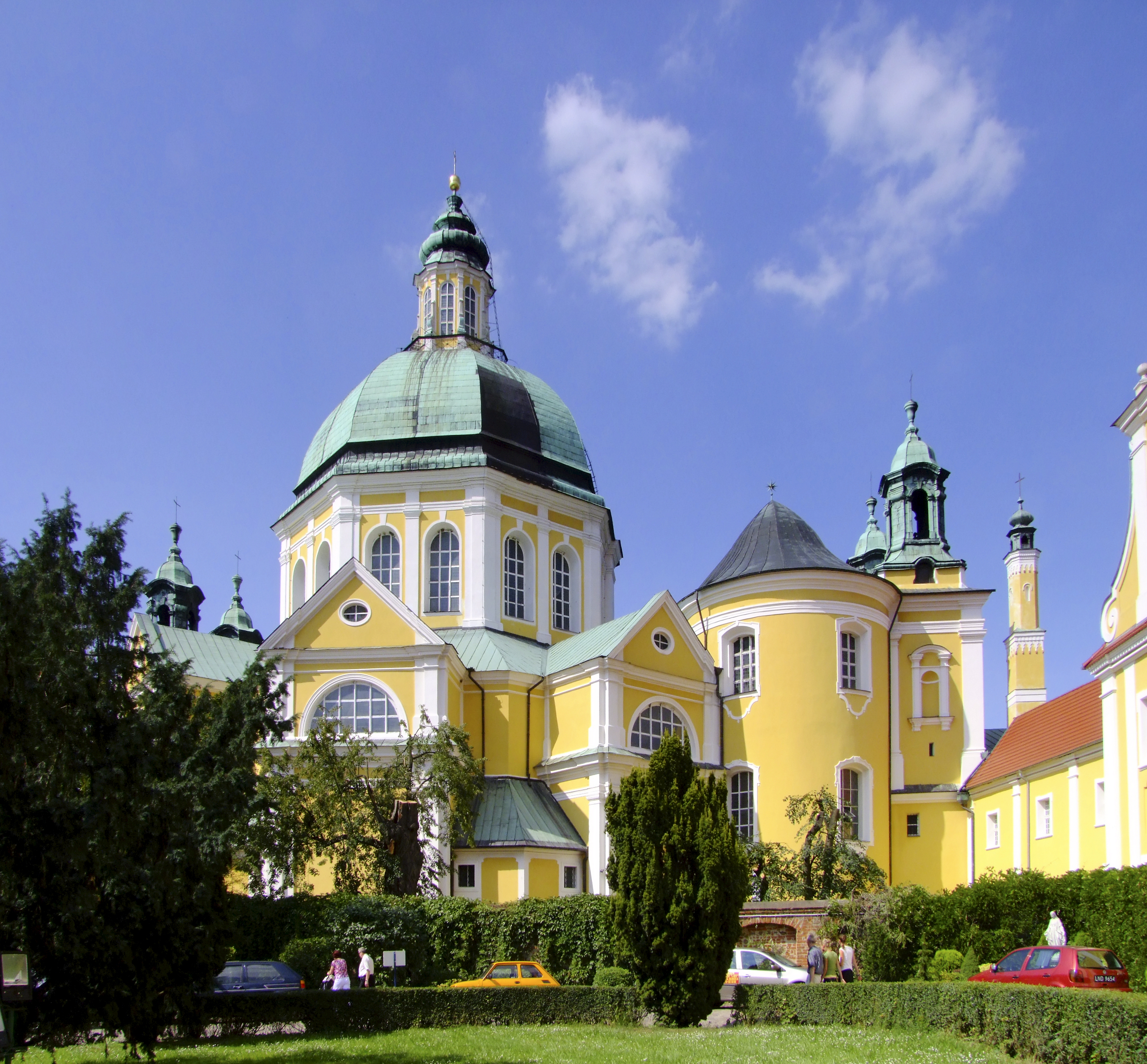
Vue extérieure de la basilique.
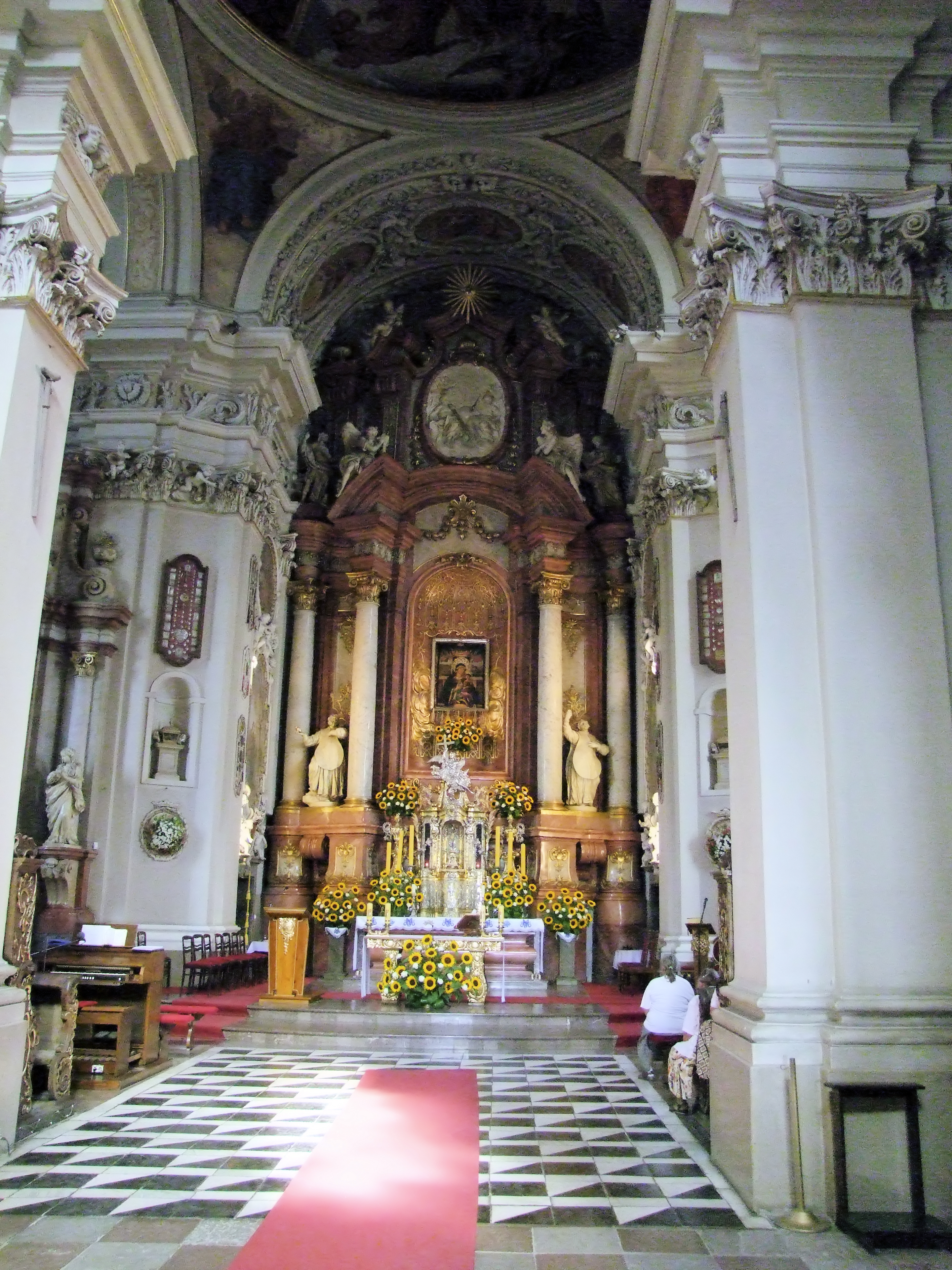
Vue intérieure de la basilique.
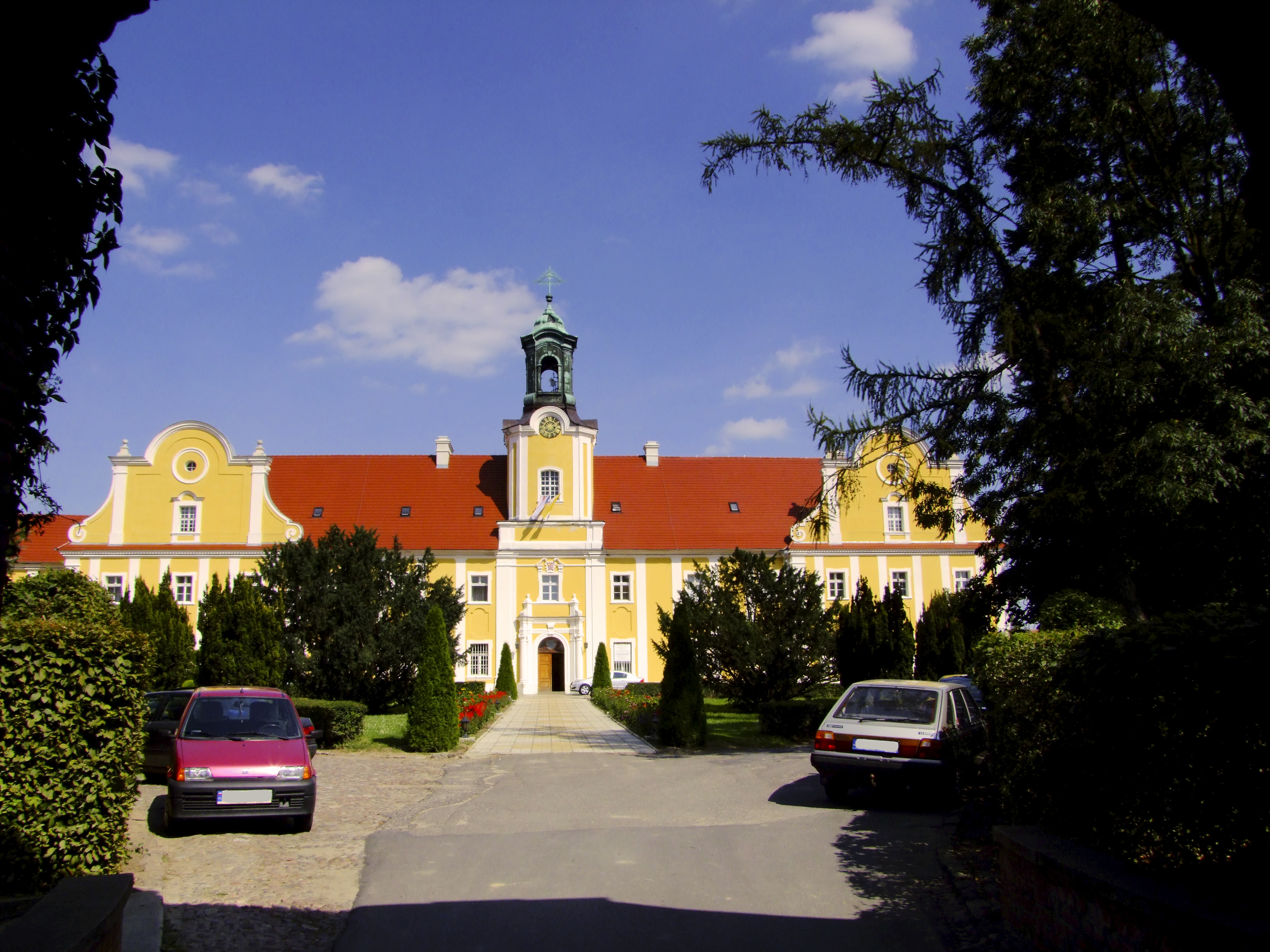
Vue des bâtiments du monastère.

- l'hôtel de ville, construit au milieu du XIXe siècle ;
- l'église néogothique sainte Marguerite d'Antioche, dont le premier édifice remonte au XVe siècle, puis reconstruite à la suite d'un incendie en 1689 ;
- l'église du saint Esprit, construite entre 1907 et 1909.

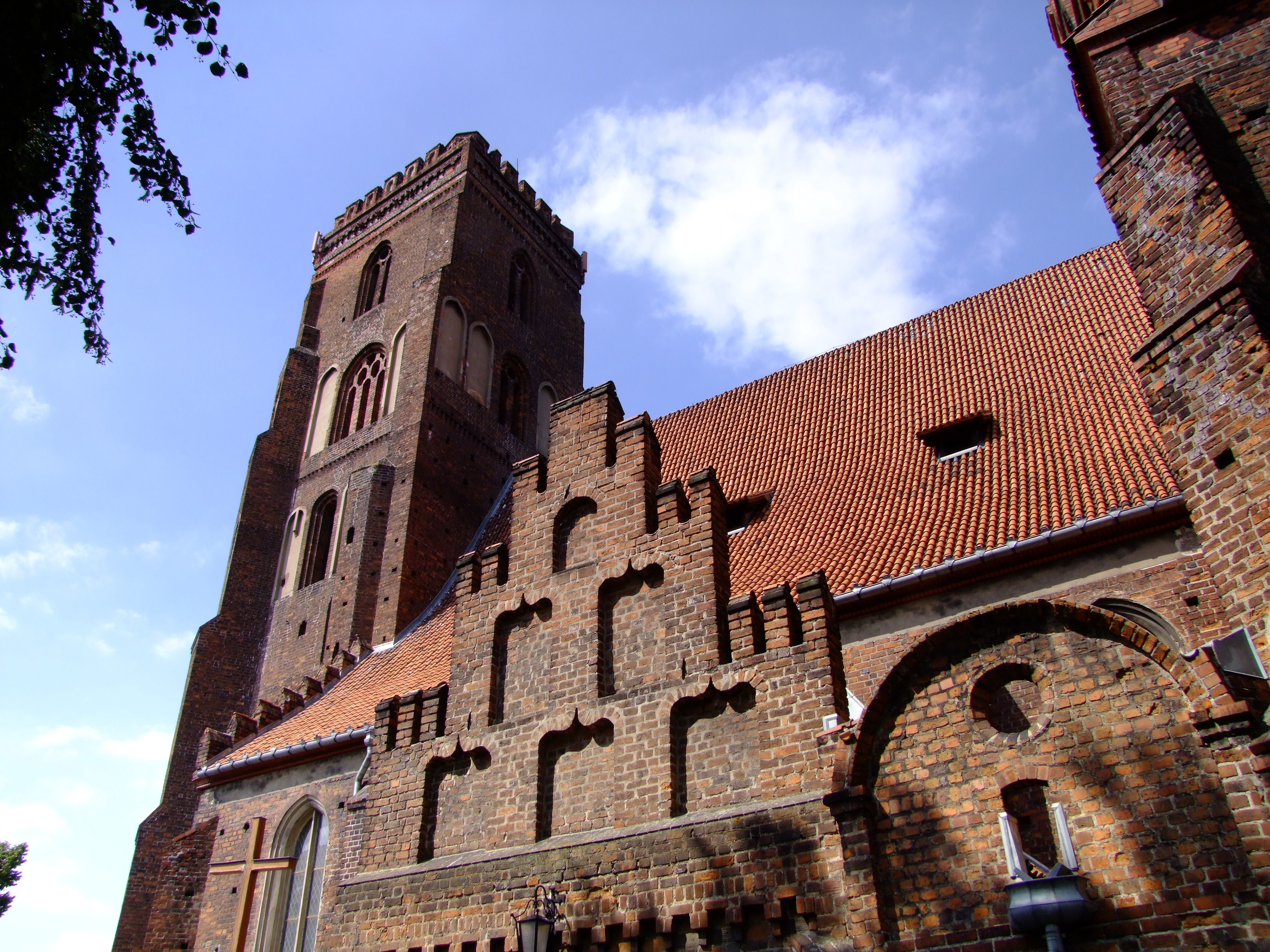
L'église sainte Marguerite.
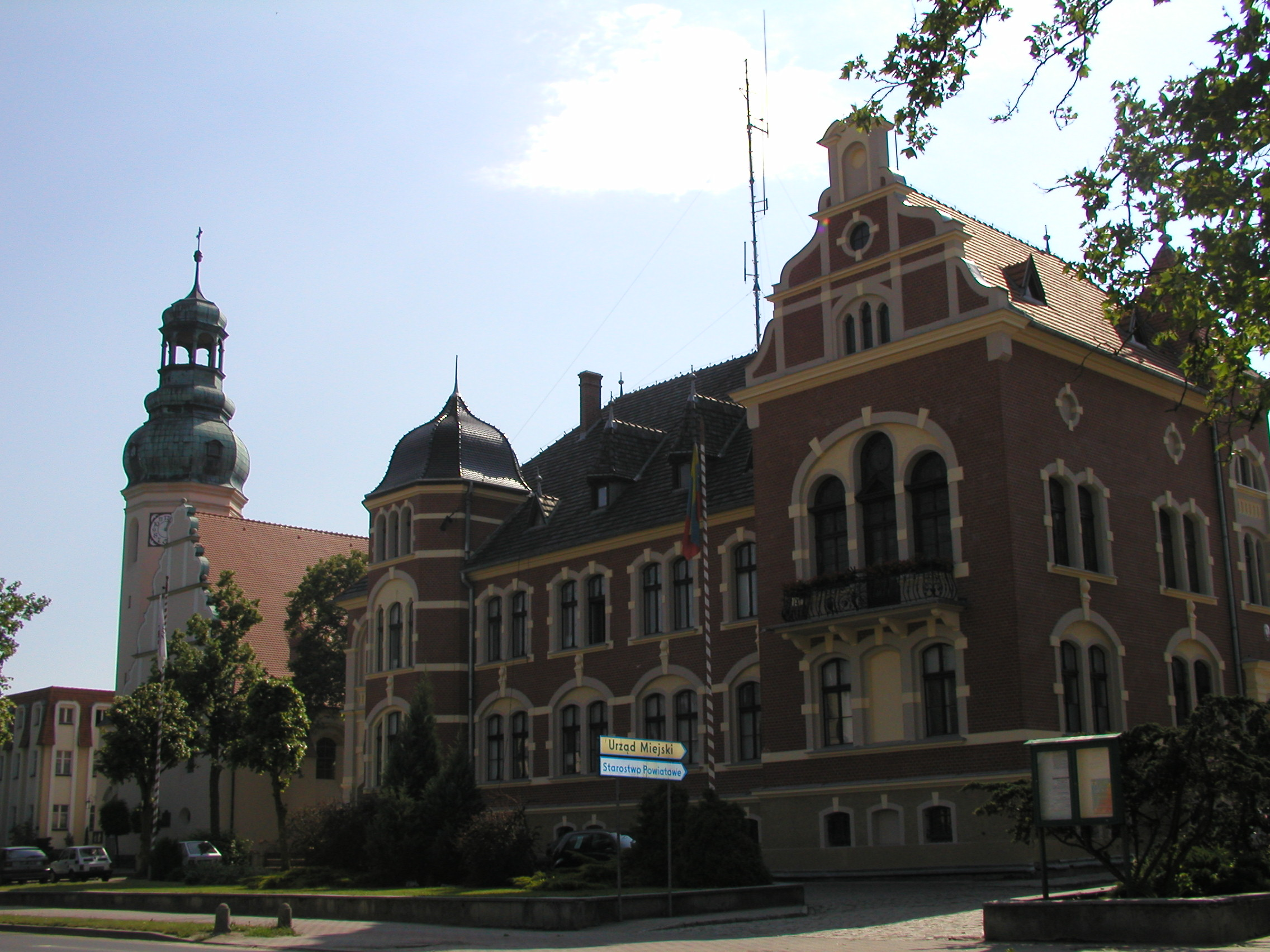
L'église du saint Esprit (à gauche).
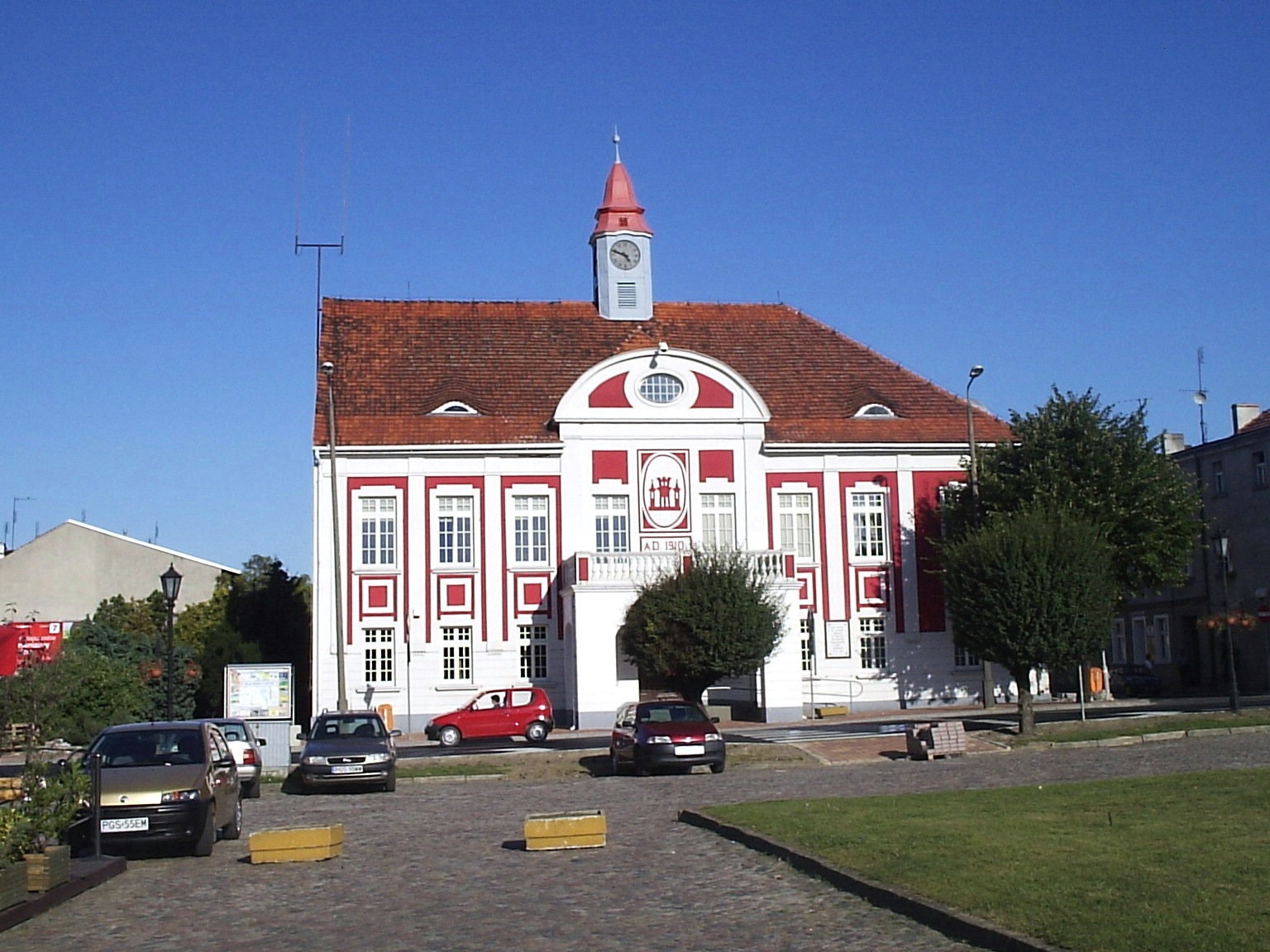
L'hôtel de ville.

## Démographie
Données du 31 décembre 2003 :
| Description                      | Total  | Total | Femmes | Femmes | Hommes | Hommes |
| -------------------------------- | ------ | ----- | ------ | ------ | ------ | ------ |
| Unité                            | Nombre | %     | Nombre | %      | Nombre | %      |
| Population                       | 20929  | 100   | 10886  | 52     | 10043  | 48     |
| Population de 0 à 17 ans         | 4778   | 23    | 2323   | 11     | 2455   | 12     |
| Population de 18 à 65 ans        | 13260  | 63    | 6640   | 32     | 6620   | 31     |
| Population de plus de 65 ans     | 2703   | 13    | 1833   | 8      | 870    | 4      |
| Travailleurs                     | 6630   | 32    | 3103   | 15     | 3527   | 17     |
| Densité de population (hab./km²) | 1939   | 1939  | 990    | 990    | 913    | 913    |

Données du 30 juin 2004 :
| Description                      | Total  | Total | Femmes | Femmes | Hommes | Hommes |
| -------------------------------- | ------ | ----- | ------ | ------ | ------ | ------ |
| Unité                            | Nombre | %     | Nombre | %      | Nombre | %      |
| Population                       | 20746  | 100   | 10798  | 52     | 9948   | 48     |
| Densité de population (hab./km²) | 1922   | 1922  | 1001   | 1001   | 922    | 922    |

## Voies de communication
La ville est traversée par la route nationale polonaise 12 (de) (qui relie Dorohusk (frontière ukrainienne) à Łęknica (frontière allemande)) ainsi que par la route voïvodale 434 (qui relie Łubowo à Rawicz).

La ligne ferroviaire polonaise no 360 Leszno - Gostyń - Jarocin passe également par la ville.

## Personnalités liées
- Stanisław Kochowicz (1873-1948), militant pour l’indépendance de la Pologne y est décédé

## Jumelages
- Rouen (France)
- Dresde (Allemagne)
- Steinach (Thuringe) (Allemagne)
- Ķekava (Lituanie)
- Ettelbruck (Luxembourg)